# Advanced Materials
Advanced Materials è una rivista scientifica settimanale sottoposta a revisione paritaria, che tratta di scienza dei materiali. Include comunicazioni, articoli di revisione e articoli di approfondimento su argomenti di chimica, fisica, nanotecnologia, ceramica, metallurgia e biomateriali. Secondo il Journal Citation Reports, la rivista ha ricevuto un fattore di impatto per il 2023 pari a 27,4.

## Storia
Adavnces Materials è stata fondata nel 1988 come supplemento della rivista di chimica generale Angewandte Chemie e ne è rimasta parte integrante per i primi diciotto mesi della sua esistenza. Il fondatore e caporedattore era Peter Goelitz (allora redattore di Angewandte Chemie).
Gli attuali capiredattori sono Irem Bayindir-Buchhalter ed Esther Levy.
Inizialmente la rivista usciva mensilmente; nel 1997 è passata a quindici numeri, nel 1998 a diciotto e nel 2000 a ventiquattro. Nel 2009 ha iniziato a pubblicare settimanalmente, con quarantotto numeri all'anno. Dal 2018 pubblica cinquantadue numeri all'anno.

## Riviste sorelle
Poiché il volume della ricerca nel campo della scienza dei materiali è aumentato in modo significativo a partire dagli anni '90, sono state create diverse riviste, tra cui:
- Advanced Engineering Materials, 1999
- Advanced Functional Materials, 2001
- Small, 2005
- Advanced Energy Materials, 2011
- Advanced Healthcare Materials, 2012
- Advanced Optical Materials, 2013
- Advanced Materials Interfaces, 2014
- Advanced Electronic Materials, 2015
- Advanced Materials Technologies, 2016
- Small Methods, 2017
- Solar RRL, 2017
- Advanced Therapeutics, 2018
- Advanced Intelligent Systems, 2019